# The Focusing Blur
The Focusing Blur jest piątym albumem szwedzkiej progresywno-folk metalowej grupy Vintersorg. Wydany 16 lutego 2004 roku. Ten album najbardziej odszedł od początkowego stylu zespołu, zawiera wiele eksperymentów muzycznych, muzyki elektronicznej, a wszystkie utwory są śpiewane w języku angielskim.

## Lista utworów
1. "Prologue Dialogue - The Reason" - 2:14
2. "The Essence" - 5:54
3. "The Thesis's Seasons" - 4:47
4. "Matrix Odyssey" - 4:39
5. "Star Puzzled" - 5:48
6. "A Sphere in a Sphere? (To Infinity)" - 5:35
7. "A Microscopical Macrocosm" - 4:37
8. "Blindsight Complexity" - 4:52
9. "Dark Matter Mystery (Blackbody Spectrum)" - 5:03
10. "Curtains" - 4:45
11. "Artifacts of Chaos" - 2:37
12. "Epilogue Metalogue - Sharpen Your Mind Tools" - 2:59

## Twórcy
- Vintersorg - wokal, gitara elektryczna, rytmiczna, akustyczna, organy Hammonda, loopy i edycja
- Mattias Marklund - gitara, gitara rytmiczna

Muzycy sesyjni
- Asgeir Mickelson - perkusja
- Steve DiGiorgio - gitara basowa

Gościnnie
- Lars "Lazare" Nedland - tekst mówiony, organy Hammonda na "Star Puzzled"